# محمد زيتون
محمد محمود زيتون (بالإنجليزية: Mohammed Zeytoun)‏ هو سباح سوري من مواليد عام 1941م في أرواد ملقب بـ «تمساح النيل» و«الطوربيد البشري». فاز ببطولة العالم في السباحة للمسافات الطويلة ثلاث مرات قبل وفاته بحادث أليم في مصر.